# Una excursión a los indios ranqueles
Una excursión a los indios ranqueles es una obra de la literatura del escritor, periodista, político y militar argentino Lucio V. Mansilla (1831-1913) que se publicó a modo de apostillas en 1870 en un diario de la época titulado La Tribuna. Describe su encuentro en los primeros días de abril de 1870, como coronel del Ejército Argentino, con el lonkonato («cacicazgo», en el idioma hablado por los ranqueles) en su propio territorio (actualmente dentro de la provincia de La Pampa) y su reunión con el cacique Panguitruz Guor («Zorro Cazador de Pumas»), que se hacía llamar Mariano Rosas, nombre que le había dado su captor Juan Manuel de Rosas. El motivo del viaje era convencer al cacique de trasladarse a la comandancia de Río Cuarto (provincia de Córdoba), para refrendar un tratado de paz con el gobierno argentino.
Las apostillas fueron luego publicadas como libro y recibieron en 1875 el primer premio en el Congreso Geográfico Internacional de París.
El texto es sumamente ameno, de interés atrapante y grata lectura. Un importante referente a la hora de querer saber como era la vida de los aborígenes y el paisaje en esa región de la llanura pampeana.

…Sea esto lo que fuere, la triste realidad es que los indios están ahí amenazando constantemente la propiedad, el hogar y la vida de los cristianos.
¿Y qué han hecho estos, qué han hecho la civilización en bien de una raza desheredada que roba, mata y destruye, forzada a ello por la dura ley de la necesidad?
¿Qué han hecho?…
Párrafos del epílogo de Una excursión a los indios ranqueles

## Características de la obra
Fue publicado como apostillas en el diario La Tribuna, perteneciente a los hermanos Varela, que eran amigos de Mansilla, y a quienes nombra en los primeros capítulos. Ese diario se utilizaba casi con exclusividad para mejorar la imagen de Mansilla en pos de su carrera política.
Las apostillas empezaron a publicarse el 20 de mayo de 1870, pero el 7 de septiembre se interrumpieron. El director del diario La Tribuna, Héctor Varela, recopiló las cartas publicadas más otras cuatro finales, que nunca se publicaron en el diario. Con todo ese material se completó, ese mismo año, la primera edición del libro completo, de dos tomos, con un total de 68 capítulos (uno por cada apostilla) en Buenos Aires.
En 1875 recibió el primer premio en el Congreso Geográfico Internacional de París. También se publicó en 1877 en Alemania, como parte de una colección de autores de lengua española de la editorial Brockhaus, en Leipzig, y se tradujo con el tiempo a varios idiomas.
Al realizar la excursión, Mansilla ya había visitado lugares como la India, el mar Rojo, Egipto, Turquía y varios países europeos, lo cual no le impidió valorar la cultura y tipo humano de su país.
La obra está escrita en un lenguaje coloquial y ameno, poco frecuente en la literatura de aquel entonces, como si se tratara de una larga conversación con un amigo. Es probable que su técnica narrativa, en la que es frecuente el arte de crear expectativa para luego defraudarla de golpe, la digresión, la insinuación elíptica y el suspenso; la haya aprendido de los gauchos con los que convivió en su vida.
Mansilla definió con lucidez los caracteres y comportamientos de los ranqueles y de los cautivos blancos secuestrados por ellos o que, a la inversa, buscaron refugio en las tolderías, perseguidos por el gobierno. Describe bien a los caciques y sus costumbres; y sus impresiones sobre los aborígenes y su constitución familiar, su idioma, religión, administración y comercio. Son además destacables sus descripciones paisajísticas. No obstante, incurrió en varias equivocaciones, producto del poco conocimiento que se tenía sobre el origen de las poblaciones indígenas. Ejemplos: en el primer capítulo dice que los ranqueles eran parte de las tribus araucanas venidas de Chile e instaladas del lado oriental de la Cordillera después de cruzar los ríos Negro y Colorado. Esto constituye un error etnográfico, ya que los ranqueles son una conjunción de pehuenches del norte de Neuquén y sur de Mendoza con grupos pampeanos. Más adelante explica al cacique Rosas, intentando demostrarle la “superioridad” del euro–criollo, que el ranquel usa poncho porque lo aprendió de los “blancos”, cuando en realidad fue al revés.
Pese a los errores mencionados, la obra resultó con el tiempo ser de un gran aporte al conocimiento del aborigen de esas regiones.

## De qué trata

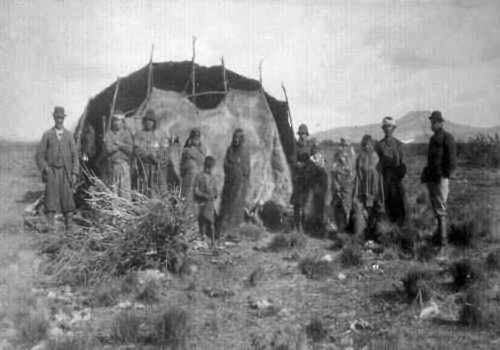
Toldo de cueros pampeano, de origen tehuelche, similar a los usados por los ranqueles como vivienda (1897).

La travesía del coronel Mansilla ―18 días entre el 30 de marzo y el 17 de abril de 1870― junto a 18 hombres casi desarmados, dos de ellos misioneros franciscanos, consistió en un viaje de unos cuatrocientos kilómetros a caballo, desde el fuerte cordobés Sarmiento de Río Cuarto hasta la laguna Leuvucó en los actuales límites de la provincia de La Pampa y la provincia de San Luis. En este último lugar, en el que permaneció 18 días, se encontraban las tolderías de Leuvucó, donde Mansilla, charló con Mariano Rosas, intentando convencerlo de refrendar un tratado de paz que en verdad él sabía tenía una validez relativa, ya que si bien Domingo Faustino Sarmiento lo había aprobado como presidente, aún faltaba que lo aprobara el Congreso.
El tratado además proponía la compra a los indígenas de sus territorios, los cuales sin embargo aún no se les habían reconocido. Más aún, una ley de 1867 ordenaba su expulsión al otro lado del río Negro.
Mansilla en principio no tuvo escrúpulos con todo esto: su viaje tenía como objetivo ganar tiempo hasta que se diera la batalla definitiva. Sin embargo, después de reconocer a los ranqueles, tuvo para ellos palabras de apoyo y defensa. A su vez ellos mostraron recelo y escepticismo durante la presencia de la expedición. En realidad Mansilla, pese a que quedó fascinado por el estilo de vida de los ranqueles, como eurocriollo veía el progreso en el avance y la ocupación de tierras para la agricultura y la ganadería. Tras ese objetivo condujo sus tratativas, y sus verdaderas intenciones se reconocen en su intervención como diputado en el Congreso Nacional. En la sesión del 19 de agosto de 1885 se opuso a que se les concedieran tierras a los ranqueles, aduciendo que las venderían «por una damajuana de vino». También pone en cuestión el tema "de la ciudadanía de los indios".
En su excursión describe las paradas, el trabajo de los rastreadores, sus extravíos, o el envío de chasquis.
Reproducimos aquí un fragmento del libro, que trata de su llegada al campamento de Mariano Rosas:

Me daban una lección sobre el ceremonial decretado para mi recepción, cuando llegó un indiecito muy apuesto, cargado de prendas de plata y montando un flete en regla. Le seguía una pequeña escolta. Era el hijo mayor de Mariano Rosas, que por orden de su padre, venía a recibirme y saludarme. La salutación consistió en un rosario de preguntas, todas referentes a lo que ya sabemos, el estado fisiológico de mi persona, a los caballos y novedades de la marcha. A todo contesté políticamente, con la sonrisa en los labios y una tempestad de impaciencia en el corazón. Esta vez, a más de las preguntas indicadas, me hicieron otra: que cuántos hombres me acompañaban y qué armas llevaba. Satisfice cumplidamente la curiosidad. Ya sabe el lector cuántos éramos al llegar a las tierras de Ramón. El número no se había aumentado ni disminuido por fortuna; ninguna desgracia había ocurrido. En cuanto a las armas, consistían en cuchillos, sables sin vaina entre las caronas y cinco revólveres, de los cuales dos eran míos. El hijo de Mariano Rosas regresó a dar cuenta de su misión. Más tarde vino otro enviado y con él la orden de que nos moviéramos. Una indicación de corneta se hizo oír. Reuniéronse todos los que andaban desparramados; formamos como lo describí ayer y nos movimos. Ya estábamos a la vista del mismo Mariano Rosas; yo podía distinguir perfectamente los rasgos de su fisonomía, contar uno por uno los que constituían su corte pedestre, su séquito, los grandes personajes de su tribu, ya íbamos a echar pie a tierra, cuando, ¡sorpresa inesperada!, fuimos notificados de que aún había que esperar. Esperamos, pues... Habiendo esperado yo tanto; ¿por qué no han de esperar ustedes hasta mañana o pasado? La curiosidad aumenta el placer de las cosas vedadas difíciles de conseguir.
Lucio V. Mansilla. Una excursión a los indios ranqueles, capítulo XXIII

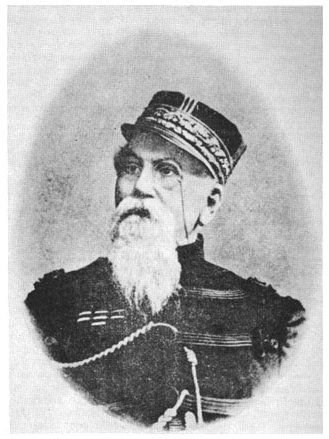
Lucio V. Mansilla (1831-1913).

El relato de Mansilla trajo una nueva imagen de los aborígenes, que la literatura solía presentar como feroces, casi excluidos de la condición humana. Él los presentó como productores de una cultura que podía enseñar lecciones valiosas al hombre blanco. Además cambió la imagen que se tenía del gaucho como «bárbaro de la montonera», presentándolo como dotado de nobles cualidades.

## Después de la excursión
Cuando regresó de su viaje tuvo que afrontar un juicio por haber ordenado el fusilamiento de un soldado desertor. Si bien lo había hecho dentro de lo que establecía la ley militar, sin embargo no lo había informado a la autoridad superior. Seguramente hubiera podido pasar el juicio sin problemas, pero su carácter rebelde lo llevó a escribir una carta insolente al ministro de Guerra, por lo que fue puesto a disponibilidad y nunca volvió a dirigir una tropa.
Ya anciano y viviendo en París, quiso mostrarle a un amigo un objeto que para él tenía un gran valor afectivo: el poncho que le regalara Mariano Rosas, hecho por la mujer principal de este. Sin embargo, al hacerlo, se encontró que había sido comido por las polillas. Mansilla, que a esa altura ya había perdido a cuatro de sus hijos, cayó sobre su sillón llorando tristemente.

## Cine
Sobre la base del capítulo «La historia de Miguelito», de este libro, Alberto Vaccarezza y Mario Sóffici escribieron el guion de la película Viento norte dirigida por Sóffici en 1937.